# Federico Vázquez
Federico Nahuel Vázquez (San Martín, 31 de março de 1993), conhecido por Federico Vázquez, é um futebolista argentino que joga como atacante. Atualmente joga pelo Vélez Sársfield.

## Carreira
Vázquez começou a sua carreira nas categorias de base do Vélez Sársfield. Foi incorporado ao time profissional por Ricardo Gareca. Estreou oficialmente em 8 de março de 2013, na derrota de 1 a 0 para o Belgrano.

## Títulos
Vélez Sársfield
- Supercopa Argentina: 2013